# Bussang
Bussang és un municipi francès, situat al departament dels Vosges i a la regió del Gran Est. L'any 2007 tenia 1.631 habitants.

## Demografia

### Població
El 2007 la població de fet de Bussang era de 1.631 persones. Hi havia 689 famílies, de les quals 247 eren unipersonals (89 homes vivint sols i 158 dones vivint soles), 215 parelles sense fills, 170 parelles amb fills i 57 famílies monoparentals amb fills.
La població ha evolucionat segons el següent gràfic:
Habitants censats

### Habitatges
El 2007 hi havia 1.165 habitatges, 696 eren l'habitatge principal de la família, 374 eren segones residències i 94 estaven desocupats. 742 eren cases i 379 eren apartaments. Dels 696 habitatges principals, 496 estaven ocupats pels seus propietaris, 165 estaven llogats i ocupats pels llogaters i 35 estaven cedits a títol gratuït; 5 tenien una cambra, 53 en tenien dues, 117 en tenien tres, 167 en tenien quatre i 354 en tenien cinc o més. 527 habitatges disposaven pel capbaix d'una plaça de pàrquing. A 346 habitatges hi havia un automòbil i a 224 n'hi havia dos o més.

### Piràmide de població
La piràmide de població per edats i sexe el 2009 era:
| Homes | Edats   | Dones |
| ----- | ------- | ----- |
| 0     | 95 o +  | 4     |
| 4     | 90 a 94 | 24    |
| 16    | 85 a 89 | 80    |
| 16    | 80 a 84 | 32    |
| 28    | 75 a 79 | 84    |
| 68    | 70 a 74 | 52    |
| 44    | 65 a 69 | 84    |
| 44    | 60 a 64 | 40    |
| 36    | 55 a 59 | 40    |
| 68    | 50 a 54 | 60    |
| 52    | 45 a 49 | 32    |
| 60    | 40 a 44 | 32    |
| 52    | 35 a 39 | 64    |
| 76    | 30 a 34 | 56    |
| 44    | 25 a 29 | 52    |
| 24    | 20 a 24 | 44    |
| 56    | 15 a 19 | 16    |
| 32    | 10 a 14 | 32    |
| 44    | 5 a 9   | 60    |
| 56    | 0 a 4   | 32    |

## Economia
El 2007 la població en edat de treballar era de 965 persones, 650 eren actives i 315 eren inactives. De les 650 persones actives 596 estaven ocupades (315 homes i 281 dones) i 53 estaven aturades (26 homes i 27 dones). De les 315 persones inactives 156 estaven jubilades, 63 estaven estudiant i 96 estaven classificades com a «altres inactius».

### Ingressos
El 2009 a Bussang hi havia 695 unitats fiscals que integraven 1.514 persones, la mediana anual d'ingressos fiscals per persona era de 16.263 €.

### Activitats econòmiques
Dels 75 establiments que hi havia el 2007, 1 era d'una empresa extractiva, 2 d'empreses alimentàries, 7 d'empreses de fabricació d'altres productes industrials, 12 d'empreses de construcció, 17 d'empreses de comerç i reparació d'automòbils, 3 d'empreses de transport, 12 d'empreses d'hostatgeria i restauració, 1 d'una empresa d'informació i comunicació, 1 d'una empresa financera, 3 d'empreses immobiliàries, 3 d'empreses de serveis, 9 d'entitats de l'administració pública i 4 d'empreses classificades com a «altres activitats de serveis».
Dels 21 establiments de servei als particulars que hi havia el 2009, 1 era una gendarmeria, 1 oficina de correu, 1 funerària, 3 tallers de reparació d'automòbils i de material agrícola, 1 paleta, 3 guixaires pintors, 4 fusteries, 1 lampisteria, 1 electricista, 1 empresa de construcció, 2 perruqueries, 1 restaurant i 1 saló de bellesa.
Dels 9 establiments comercials que hi havia el 2009, 3 eren botiges de menys de 120 m², 1 una botiga de menys de 120 m², 2 carnisseries, 1 una peixateria, 1 un drogueria i 1 una joieria.
L'any 2000 a Bussang hi havia 19 explotacions agrícoles que ocupaven un total de 147 hectàrees.

## Equipaments sanitaris i escolars
El 2009 hi havia 1 hospital de tractaments de mitja durada (seguiment i rehabilitació), 1 un hospital de tractaments de llarga durada, 1 farmàcia i 1 ambulància.
El 2009 hi havia una escola elemental.

## Poblacions properes
El següent diagrama mostra les poblacions més properes.